# Rough and Ready (album)
Pour les articles homonymes, voir Rough and Ready.
Albums de The Jeff Beck Group
Beck-Ola
(1969) Jeff Beck Group
(1971)
Singles
1. Got That Feeling
Sortie : 6 décembre 1971

Rough and Ready est le troisième album du Jeff Beck Group. Il est sorti en 1971 sur le label Epic Records.

## Histoire
La première incarnation du Jeff Beck Group est dissoute en 1969. Le guitariste Jeff Beck constitue un nouveau groupe l'année suivante avec le bassiste Clive Chaman (en), le batteur Cozy Powell et le claviériste Max Middleton (en). Le dernier à rejoindre le groupe est le chanteur Bobby Tench. Cette nouvelle version du Jeff Beck Group propose une musique davantage influencée par le jazz et le funk que la précédente.

## Fiche technique

### Chansons
Toutes les chansons sont écrites et composées par Jeff Beck, sauf mention contraire.
| 1. | Got the Feeling |                    | 4:46 |
| 2. | Situation       |                    | 5:26 |
| 3. | Short Business  |                    | 2:34 |
| 4. | Max's Tune      | Max Middleton (en) | 8:24 |

| 5. | I've Been Used         |                        | 3:40 |
| 6. | New Ways / Train Train |                        | 5:52 |
| 7. | Jody                   | Jeff Beck, Brian Short | 6:06 |

### Musiciens
- Jeff Beck : guitares, basse
- Bobby Tench : chant, guitare rythmique
- Max Middleton (en) : piano, claviers
- Clive Chaman (en) : basse
- Cozy Powell : batterie